# Irish Open 1924
Die Irish Open 1924 waren die 18. Austragung dieser internationalen Meisterschaften von Irland im Badminton. Sie fanden vom 31. Januar bis zum 2. Februar 1924 in Dublin statt.

## Finalergebnisse
| Disziplin    | Sieger                           | Finalist                         | Ergebnis          |
| ------------ | -------------------------------- | -------------------------------- | ----------------- |
| Herreneinzel | Frank Devlin                     | George Alan Thomas               | 15-2, 15-10       |
| Dameneinzel  | Marian Horsley                   | Margaret Tragett                 | 14-9, 9-11, 11-6  |
| Herrendoppel | G. S. B. Mack George Alan Thomas | Frank Devlin R. A. J. Goff       | 15-11, 15-5       |
| Damendoppel  | A. M. Head Kitty McKane          | Hazel Hogarth Margaret Tragett   | 15-3, 6-15, 17-14 |
| Mixed        | G. S. B. Mack Margaret Tragett   | George Alan Thomas Hazel Hogarth | 7-15, 15-4, 15-3  |